# Isarsteg Ismaning
Der Isarsteg Ismaning (nach einer nahegelegenen früheren Einsiedelei auch als Kolomanbrücke bekannt) ist eine Fußgänger- und Radfahrerbrücke, die die Mittlere Isarau in der Stadt Garching am Westufer der Isar mit der Gemeinde Ismaning am Ostufer der Isar verbindet.

## Lage

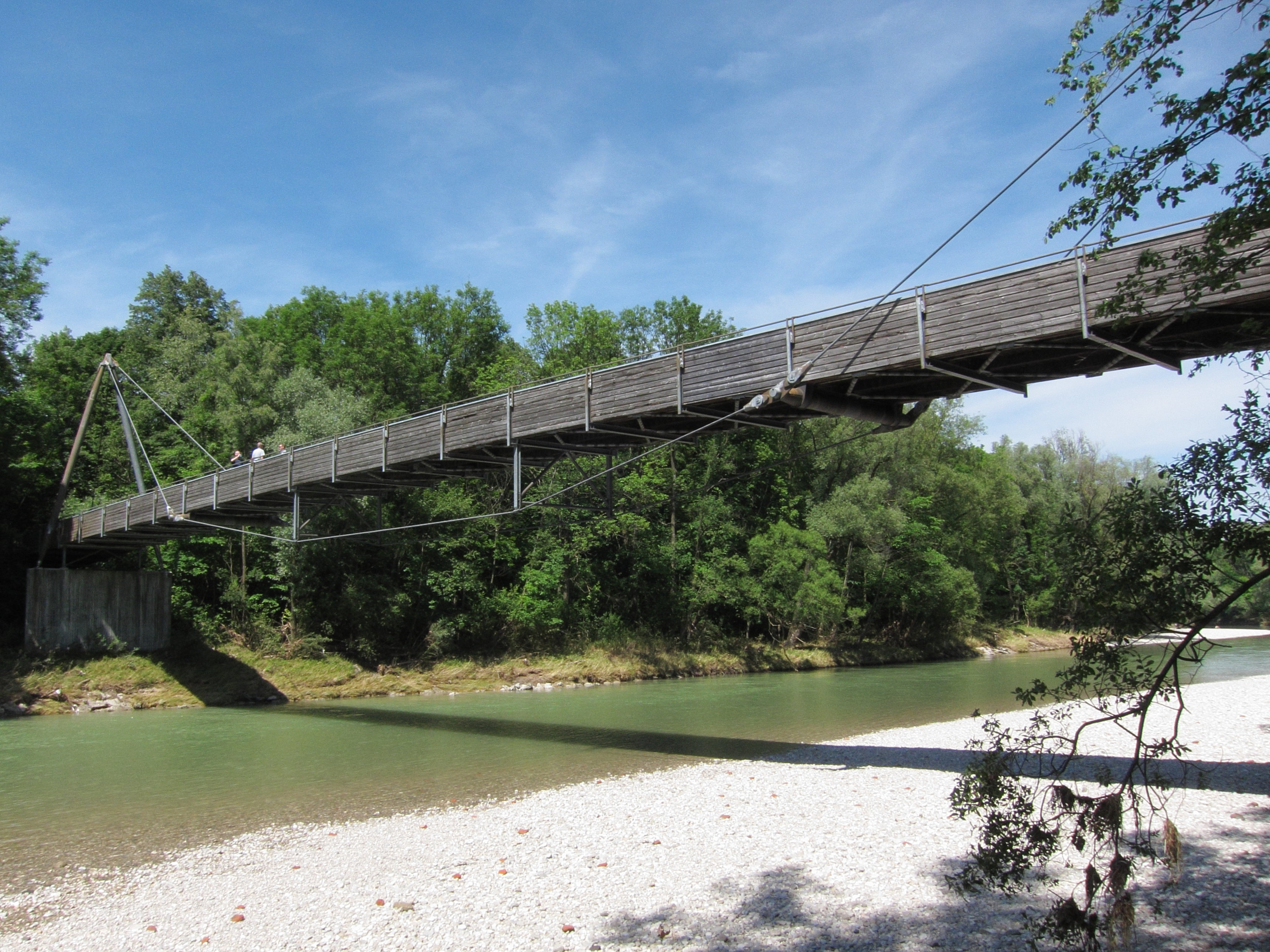
Ansicht des Isarstegs

Der als Schrägseilbrücke ausgebildete Steg mit einer Weite von 60 m und einer Länge von 97 m führt vom Südende des Stadtgebiets von Garching rund 400 m nordöstlich von der Gemeindegrenze zu München in das nördliche Ende der zu Ismaning gehörenden Kolomansau rund einen Kilometer nördlich der Kapelle St. Koloman in der Isarau, über die die Staatsstraße 2053 beim AGROB-Medienpark erreicht wird. Er verbindet unmittelbar den westlichen mit dem östlichen Isarradweg von München nach Freising.